# Svenska cupen i fotboll för damer 2014/2015
Svenska cupen i fotboll för damer 2014/2015 var den 33:e säsongen av huvudcupen för damer i Sverige. Turneringen vanns av Linköpings FC, som finalbesegrade FC Rosengård med 2-0.

## Matcher

### Omgång 1
| 1 | 2014 | Öfvre Adolfsberg | 0 – 3 (W/O) | Västerås IK |  |  |
|   |      |                  | Rapport     |             |  |  |
|   |      |                  |             |             |  |  |
|   |      |                  |             |             |  |  |

| 2     | 4 april 2014 | FC Djursholm                  | 2 – 1 (e.fl.) | Tyresö DFF  | Stockhagens IP                              |                                             |
| 19:45 | 19:45        | Huntzinger 90+1′ Berggren 99′ | (0–0) Rapport | 53′ Frigren | Danderyd Domare: Jennifer Laurin (Enköping) | Danderyd Domare: Jennifer Laurin (Enköping) |
| 19:45 | 19:45        |                               |               |             | Danderyd Domare: Jennifer Laurin (Enköping) | Danderyd Domare: Jennifer Laurin (Enköping) |
| 19:45 | 19:45        |                               |               |             | Danderyd Domare: Jennifer Laurin (Enköping) | Danderyd Domare: Jennifer Laurin (Enköping) |

| 3     | 9 april 2014 | Ytterby IS         | 1 – 5         | Stångenäs AIS                                                      | Ytterns IP                              |                                         |
| 19:30 | 19:30        | Olofsson Hjelm 16′ | (1–2) Rapport | 9′ Mat. Persson 40′ Edén 60′ Holmqvist 76′ (str.) Olsson 84′ Ödman | Kungälv Domare: Adnan Tongur (Göteborg) | Kungälv Domare: Adnan Tongur (Göteborg) |
| 19:30 | 19:30        |                    |               |                                                                    | Kungälv Domare: Adnan Tongur (Göteborg) | Kungälv Domare: Adnan Tongur (Göteborg) |
| 19:30 | 19:30        |                    |               |                                                                    | Kungälv Domare: Adnan Tongur (Göteborg) | Kungälv Domare: Adnan Tongur (Göteborg) |

| 4     | 27 april 2014 | Nysätra IF | 0 – 6         | Kiruna FF                                                               | Stantorsvallen                                        |                                                       |
| 13:00 | 13:00         |            | (0–3) Rapport | 33′, 37′ Lindgren 44′, 54′ Se. Henriksson 50′ Finnholm 56′ H. Johansson | Robertsfors Publik: 43 Domare: Jörgen Stenberg (Kåge) | Robertsfors Publik: 43 Domare: Jörgen Stenberg (Kåge) |
| 13:00 | 13:00         |            |               |                                                                         | Robertsfors Publik: 43 Domare: Jörgen Stenberg (Kåge) | Robertsfors Publik: 43 Domare: Jörgen Stenberg (Kåge) |
| 13:00 | 13:00         |            |               |                                                                         | Robertsfors Publik: 43 Domare: Jörgen Stenberg (Kåge) | Robertsfors Publik: 43 Domare: Jörgen Stenberg (Kåge) |

| 5     | 27 april 2014 | Gimonäs Umeå | 0 – 4         | Alviks IK                             | Campus Arena                           |                                        |
| 14:00 | 14:00         |              | (0–2) Rapport | 19′ Edlund 41′, 49′ Bäck 60′ Helmvall | Umeå Domare: Erik Yngvesson (Västerås) | Umeå Domare: Erik Yngvesson (Västerås) |
| 14:00 | 14:00         |              |               |                                       | Umeå Domare: Erik Yngvesson (Västerås) | Umeå Domare: Erik Yngvesson (Västerås) |
| 14:00 | 14:00         |              |               |                                       | Umeå Domare: Erik Yngvesson (Västerås) | Umeå Domare: Erik Yngvesson (Västerås) |

| 6     | 28 april 2014 | Lindome GIF                          | 3 – 0         | IFK Örby | Lindevi IP                                    |                                               |
| 19:00 | 19:00         | Friman 10′ S. Johansson 39′ Jarl 45′ | (3–0) Rapport |          | Lindome Publik: 82 Domare: Linda Lindskog (?) | Lindome Publik: 82 Domare: Linda Lindskog (?) |
| 19:00 | 19:00         |                                      |               |          | Lindome Publik: 82 Domare: Linda Lindskog (?) | Lindome Publik: 82 Domare: Linda Lindskog (?) |
| 19:00 | 19:00         |                                      |               |          | Lindome Publik: 82 Domare: Linda Lindskog (?) | Lindome Publik: 82 Domare: Linda Lindskog (?) |

| 7     | 30 april 2014 | Dalhem IF     | 1 – 5         | Enskede IK                                                           | Dalhem IP                                          |                                                    |
| 18:00 | 18:00         | Mårdbrink 45′ | (1–2) Rapport | 7′ (sjm.) 34′ Björnelius Leidersten 73′ Lillro 85′, 88′ S. Andersson | Dalhem Publik: 25 Domare: Wictor Nordström (Visby) | Dalhem Publik: 25 Domare: Wictor Nordström (Visby) |
| 18:00 | 18:00         |               |               |                                                                      | Dalhem Publik: 25 Domare: Wictor Nordström (Visby) | Dalhem Publik: 25 Domare: Wictor Nordström (Visby) |
| 18:00 | 18:00         |               |               |                                                                      | Dalhem Publik: 25 Domare: Wictor Nordström (Visby) | Dalhem Publik: 25 Domare: Wictor Nordström (Visby) |

| 8     | 30 april 2014 | Själevads IK                                 | 3 – 1         | Krokom Dvärsätts | Skyttis IP                                                  |                                                             |
| 19:00 | 19:00         | Lopez Palacios 15′ Eriksson 64′ Lundholm 87′ | (1–0) Rapport | 89′ Forsberg     | Örnsköldsvik Publik: 21 Domare: Mix Martineau (Bollstabruk) | Örnsköldsvik Publik: 21 Domare: Mix Martineau (Bollstabruk) |
| 19:00 | 19:00         |                                              |               |                  | Örnsköldsvik Publik: 21 Domare: Mix Martineau (Bollstabruk) | Örnsköldsvik Publik: 21 Domare: Mix Martineau (Bollstabruk) |
| 19:00 | 19:00         |                                              |               |                  | Örnsköldsvik Publik: 21 Domare: Mix Martineau (Bollstabruk) | Örnsköldsvik Publik: 21 Domare: Mix Martineau (Bollstabruk) |

| 9     | 6 maj 2014 | IFK Värnamo    | 1 – 5         | Nittorps IK                                           | Finnvedsvallen                               |                                              |
| 19:00 | 19:00      | L. Persson 10′ | (1–3) Rapport | 2′, 51′ Gollwitzer 15′, 70′ K. Lindberg 28′ Söderlind | Värnamo Domare: Mirsad Sutkovic (Anderstorp) | Värnamo Domare: Mirsad Sutkovic (Anderstorp) |
| 19:00 | 19:00      |                |               |                                                       | Värnamo Domare: Mirsad Sutkovic (Anderstorp) | Värnamo Domare: Mirsad Sutkovic (Anderstorp) |
| 19:00 | 19:00      |                |               |                                                       | Värnamo Domare: Mirsad Sutkovic (Anderstorp) | Värnamo Domare: Mirsad Sutkovic (Anderstorp) |

| 10    | 12 maj 2014 | Qviding FIF | 1 – 3         | Falköpings KIK                 | Valhalla IP                                         |                                                     |
| 20:00 | 20:00       | Harlin 34′  | (1–1) Rapport | 9′ A. Carlsson 70′, 88′ Janogy | Göteborg Publik: 15 Domare: Madelene Lindberg (Nol) | Göteborg Publik: 15 Domare: Madelene Lindberg (Nol) |
| 20:00 | 20:00       |             |               |                                | Göteborg Publik: 15 Domare: Madelene Lindberg (Nol) | Göteborg Publik: 15 Domare: Madelene Lindberg (Nol) |
| 20:00 | 20:00       |             |               |                                | Göteborg Publik: 15 Domare: Madelene Lindberg (Nol) | Göteborg Publik: 15 Domare: Madelene Lindberg (Nol) |

| 11    | 13 maj 2014 | Tranås FF        | 1 – 0         | Borens IK | Bredstorps IP                                   |                                                 |
| 19:00 | 19:00       | Sparv 40′ (str.) | (1–0) Rapport |           | Tranås Publik: 65 Domare: Bujar Kurosi, (Eksjö) | Tranås Publik: 65 Domare: Bujar Kurosi, (Eksjö) |
| 19:00 | 19:00       |                  |               |           | Tranås Publik: 65 Domare: Bujar Kurosi, (Eksjö) | Tranås Publik: 65 Domare: Bujar Kurosi, (Eksjö) |
| 19:00 | 19:00       |                  |               |           | Tranås Publik: 65 Domare: Bujar Kurosi, (Eksjö) | Tranås Publik: 65 Domare: Bujar Kurosi, (Eksjö) |

| 12    | 13 maj 2014 | IK Gauthiod | 0 – 1         | Kungsbacka DFF   | Lunnevi IP                                        |                                                   |
| 19:15 | 19:15       |             | (0–1) Rapport | 67′ Am. Svensson | Grästorp Publik: 35 Domare: Mirza Beculic (Borås) | Grästorp Publik: 35 Domare: Mirza Beculic (Borås) |
| 19:15 | 19:15       |             |               |                  | Grästorp Publik: 35 Domare: Mirza Beculic (Borås) | Grästorp Publik: 35 Domare: Mirza Beculic (Borås) |
| 19:15 | 19:15       |             |               |                  | Grästorp Publik: 35 Domare: Mirza Beculic (Borås) | Grästorp Publik: 35 Domare: Mirza Beculic (Borås) |

| 13    | 13 maj 2014 | Ängelholms FF     | 1 – 4         | IF Böljan                                         | Ängelholms IP                               |                                             |
| 19:30 | 19:30       | Ju. Andersson 34′ | (1–3) Rapport | 12′, 60′ Prim 27′ Mat. Johansson 39′ F. Johansson | Ängelholm Domare: Jilan Taher (Helsingborg) | Ängelholm Domare: Jilan Taher (Helsingborg) |
| 19:30 | 19:30       |                   |               |                                                   | Ängelholm Domare: Jilan Taher (Helsingborg) | Ängelholm Domare: Jilan Taher (Helsingborg) |
| 19:30 | 19:30       |                   |               |                                                   | Ängelholm Domare: Jilan Taher (Helsingborg) | Ängelholm Domare: Jilan Taher (Helsingborg) |

| 14    | 13 maj 2014 | FC Vetlanda | 0 – 5         | BK Tinnis                                                        | Heds Arena                                 |                                            |
| 20:00 | 20:00       |             | (0–4) Rapport | 14′, 16′ Lindkvist 25′ (sjm.) 42′ G. Andersson 63′ S. Gustafsson | Vetlanda Domare: Ilija Miketa (Ekenässjön) | Vetlanda Domare: Ilija Miketa (Ekenässjön) |
| 20:00 | 20:00       |             |               |                                                                  | Vetlanda Domare: Ilija Miketa (Ekenässjön) | Vetlanda Domare: Ilija Miketa (Ekenässjön) |
| 20:00 | 20:00       |             |               |                                                                  | Vetlanda Domare: Ilija Miketa (Ekenässjön) | Vetlanda Domare: Ilija Miketa (Ekenässjön) |

| 15    | 14 maj 2014 | IF Viken             | 2 – 6         | IFK Skoghall                                        | Rösvallen                                            |                                                      |
| 19:00 | 19:00       | Lindahl 9′ Facht 26′ | (2–2) Rapport | 8′, 53′ (str.), 77′, 78′ Rosander 19′, 82′ Brunzell | Åmål Publik: 78 Domare: Joakim Pettersson (Mellerud) | Åmål Publik: 78 Domare: Joakim Pettersson (Mellerud) |
| 19:00 | 19:00       |                      |               |                                                     | Åmål Publik: 78 Domare: Joakim Pettersson (Mellerud) | Åmål Publik: 78 Domare: Joakim Pettersson (Mellerud) |
| 19:00 | 19:00       |                      |               |                                                     | Åmål Publik: 78 Domare: Joakim Pettersson (Mellerud) | Åmål Publik: 78 Domare: Joakim Pettersson (Mellerud) |

| 16    | 14 maj 2014 | Åsa IF                                                          | 7 – 3 (e.fl.) | Vallens IF                          | Åsa IP                               |                                      |
| 19:00 | 19:00       | Hammar 7′, 53′ Strömblad 95′, 113′ Hult 99′ Grunditz 106′, 116′ | (1–2) Rapport | 27′, 108′ Olofsson 31′ S. Magnusson | Åsa Domare: Béchir Doghmani (Fjärås) | Åsa Domare: Béchir Doghmani (Fjärås) |
| 19:00 | 19:00       |                                                                 |               |                                     | Åsa Domare: Béchir Doghmani (Fjärås) | Åsa Domare: Béchir Doghmani (Fjärås) |
| 19:00 | 19:00       |                                                                 |               |                                     | Åsa Domare: Béchir Doghmani (Fjärås) | Åsa Domare: Béchir Doghmani (Fjärås) |

| 17    | 14 maj 2014 | Vellinge IF  | 1 – 8         | Stattena IF                                                                                        | Vellinge IP                                          |                                                      |
| 19:00 | 19:00       | Rydelius 72′ | (0–3) Rapport | 13′, 56′, 60′ (str.) Norstedt 22′, 79′ Alibasic 24′ Torstensson Bredhe 74′ Je. Andersson 86′ Kvist | Vellinge Publik: 90 Domare: Zoran Pavlovic (Limhamn) | Vellinge Publik: 90 Domare: Zoran Pavlovic (Limhamn) |
| 19:00 | 19:00       |              |               | | Vellinge Publik: 90 Domare: Zoran Pavlovic (Limhamn) | Vellinge Publik: 90 Domare: Zoran Pavlovic (Limhamn) |
| 19:00 | 19:00       |              |               | | Vellinge Publik: 90 Domare: Zoran Pavlovic (Limhamn) | Vellinge Publik: 90 Domare: Zoran Pavlovic (Limhamn) |

| 18    | 17 maj 2014 | Modo FF | 0 – 3         | Burträsk FF                      | Kempevallen                                        |                                                    |
| 13:00 | 13:00       |         | (0–1) Rapport | 34′, 45+2′ Pa. Larsson 87′ Boman | Domsjö Publik: 32 Domare: Roger Lundbäck (Kovland) | Domsjö Publik: 32 Domare: Roger Lundbäck (Kovland) |
| 13:00 | 13:00       |         |               |                                  | Domsjö Publik: 32 Domare: Roger Lundbäck (Kovland) | Domsjö Publik: 32 Domare: Roger Lundbäck (Kovland) |
| 13:00 | 13:00       |         |               |                                  | Domsjö Publik: 32 Domare: Roger Lundbäck (Kovland) | Domsjö Publik: 32 Domare: Roger Lundbäck (Kovland) |

| 19    | 20 maj 2014 | IFK Timrå                     | 2 – 3         | Ljusdals IF                          | Bergeforsens IP                                       |                                                       |
| 19:00 | 19:00       | Åkersten 25′ Mal. Persson 77′ | (1–1) Rapport | 5′ Ljus 83′ Wennberg 90+3′ Löfstrand | Timrå Publik: 42 Domare: Tobias Stenshagen (Göteborg) | Timrå Publik: 42 Domare: Tobias Stenshagen (Göteborg) |
| 19:00 | 19:00       |                               |               |                                      | Timrå Publik: 42 Domare: Tobias Stenshagen (Göteborg) | Timrå Publik: 42 Domare: Tobias Stenshagen (Göteborg) |
| 19:00 | 19:00       |                               |               |                                      | Timrå Publik: 42 Domare: Tobias Stenshagen (Göteborg) | Timrå Publik: 42 Domare: Tobias Stenshagen (Göteborg) |

| 20    | 20 maj 2014 | IFK Fjärås   | 1 – 3         | Torslanda IK                                | Ögärdets IP                                                 |                                                             |
| 19:00 | 19:00       | Allgulin 84′ | (0–0) Rapport | 78′ Greaney 83′ H. Andersson 90+2′ Fetscher | Fjärås kyrkby Publik: 45 Domare: Jens Karlsson (Kungsbacka) | Fjärås kyrkby Publik: 45 Domare: Jens Karlsson (Kungsbacka) |
| 19:00 | 19:00       |              |               |                                             | Fjärås kyrkby Publik: 45 Domare: Jens Karlsson (Kungsbacka) | Fjärås kyrkby Publik: 45 Domare: Jens Karlsson (Kungsbacka) |
| 19:00 | 19:00       |              |               |                                             | Fjärås kyrkby Publik: 45 Domare: Jens Karlsson (Kungsbacka) | Fjärås kyrkby Publik: 45 Domare: Jens Karlsson (Kungsbacka) |

| 21    | 30 maj 2014 | Kristianstadstjejerna     | 2 – 3         | Karlskrona FF                          | Vilans IP                                                  |                                                            |
| 19:00 | 19:00       | B. Andersson 35′ Fält 80′ | (1–1) Rapport | 30′ So. Persson 46′ Brinkehed 87′ Udén | Kristianstad Publik: 67 Domare: Per Uppsäll (Kristianstad) | Kristianstad Publik: 67 Domare: Per Uppsäll (Kristianstad) |
| 19:00 | 19:00       |                           |               |                                        | Kristianstad Publik: 67 Domare: Per Uppsäll (Kristianstad) | Kristianstad Publik: 67 Domare: Per Uppsäll (Kristianstad) |
| 19:00 | 19:00       |                           |               |                                        | Kristianstad Publik: 67 Domare: Per Uppsäll (Kristianstad) | Kristianstad Publik: 67 Domare: Per Uppsäll (Kristianstad) |

| 22    | 20 maj 2014 | Lerums IS     | 1 – 4         | Lidköpings FK                               | Aspevallen                                           |                                                      |
| 19:15 | 19:15       | Adolfsson 33′ | (1–2) Rapport | 10′, 59′ Mar. Johansson 16′, 57′ Lagerbratt | Lerum Publik: 52 Domare: Osman Yücel (Hisings Backa) | Lerum Publik: 52 Domare: Osman Yücel (Hisings Backa) |
| 19:15 | 19:15       |               |               |                                             | Lerum Publik: 52 Domare: Osman Yücel (Hisings Backa) | Lerum Publik: 52 Domare: Osman Yücel (Hisings Backa) |
| 19:15 | 19:15       |               |               |                                             | Lerum Publik: 52 Domare: Osman Yücel (Hisings Backa) | Lerum Publik: 52 Domare: Osman Yücel (Hisings Backa) |

| 23    | 21 maj 2014 | Dalby GIF | 0 – 14        | Asarums IF | Dalby IP                               |                                        |
| 19:00 | 19:00       |           | (0–8) Rapport | 10′, 21′, 28′, 32′, 39′ M. Nilsson 27′, 47′, 53′ L. Gustavsson 35′, 69′ F. Johnsson 45′ Je. Johansson 75′ Hansson 77′, 87′ Toresten | Dalby Domare: Peco Milenkovski (Eslöv) | Dalby Domare: Peco Milenkovski (Eslöv) |
| 19:00 | 19:00       |           |               | | Dalby Domare: Peco Milenkovski (Eslöv) | Dalby Domare: Peco Milenkovski (Eslöv) |
| 19:00 | 19:00       |           |               | | Dalby Domare: Peco Milenkovski (Eslöv) | Dalby Domare: Peco Milenkovski (Eslöv) |

| 24    | 21 maj 2014 | Åkers IF                                                           | 6 – 2         | Älvsjö AIK            | Bruksvallen                                                   |                                                               |
| 19:15 | 19:15       | Elfstrand 6′, 72′, 84′ J. Andersson 54′ Söderström 80′ Azizi 90+3′ | (1–0) Rapport | 60′ Jukkola 86′ Cossi | Åkers styckebruk Publik: 121 Domare: Josefine Bastås (Arboga) | Åkers styckebruk Publik: 121 Domare: Josefine Bastås (Arboga) |
| 19:15 | 19:15       |                                                                    |               |                       | Åkers styckebruk Publik: 121 Domare: Josefine Bastås (Arboga) | Åkers styckebruk Publik: 121 Domare: Josefine Bastås (Arboga) |
| 19:15 | 19:15       |                                                                    |               |                       | Åkers styckebruk Publik: 121 Domare: Josefine Bastås (Arboga) | Åkers styckebruk Publik: 121 Domare: Josefine Bastås (Arboga) |

| 25    | 21 maj 2014 | Villastadens IF | 0 – 4         | Lillån FK                                                            | Sannaheden                                                |                                                           |
| 19:15 | 19:15       |                 | (0–2) Rapport | 21′ Sjöberg 30′ E. Pettersson 49′ Gustafsson Pettersson 61′ Wecksell | Kristinehamn Publik: 63 Domare: Anna Johansson (Karlstad) | Kristinehamn Publik: 63 Domare: Anna Johansson (Karlstad) |
| 19:15 | 19:15       |                 |               |                                                                      | Kristinehamn Publik: 63 Domare: Anna Johansson (Karlstad) | Kristinehamn Publik: 63 Domare: Anna Johansson (Karlstad) |
| 19:15 | 19:15       |                 |               |                                                                      | Kristinehamn Publik: 63 Domare: Anna Johansson (Karlstad) | Kristinehamn Publik: 63 Domare: Anna Johansson (Karlstad) |

| 26    | 22 maj 2014 | Avesta AIK | 0 – 2         | Fanna BK                | Avestavallen                                          |                                                       |
| 19:00 | 19:00       |            | (0–0) Rapport | 62′ Eriksson 65′ Haeger | Avesta Publik: 50 Domare: Josefin Aronsson (Hedemora) | Avesta Publik: 50 Domare: Josefin Aronsson (Hedemora) |
| 19:00 | 19:00       |            |               |                         | Avesta Publik: 50 Domare: Josefin Aronsson (Hedemora) | Avesta Publik: 50 Domare: Josefin Aronsson (Hedemora) |
| 19:00 | 19:00       |            |               |                         | Avesta Publik: 50 Domare: Josefin Aronsson (Hedemora) | Avesta Publik: 50 Domare: Josefin Aronsson (Hedemora) |

| 27    | 26 maj 2014 | Hertzöga BK                        | 3 – 1         | Mariestads BoIS | Ilanda IP                                        |                                                  |
| 19:30 | 19:30       | Malm 12′, 77′ (str.) Börjesson 65′ | (1–1) Rapport |                 | Ilanda Domare: Amanda Kilhage Persson (Halmstad) | Ilanda Domare: Amanda Kilhage Persson (Halmstad) |
| 19:30 | 19:30       |                                    |               |                 | Ilanda Domare: Amanda Kilhage Persson (Halmstad) | Ilanda Domare: Amanda Kilhage Persson (Halmstad) |
| 19:30 | 19:30       |                                    |               |                 | Ilanda Domare: Amanda Kilhage Persson (Halmstad) | Ilanda Domare: Amanda Kilhage Persson (Halmstad) |

| 28    | 27 maj 2014 | Hultsfreds FK | 0 – 17        | IFK Norrköping | Knektavallen                                   |                                                |
| 19:00 | 19:00       |               | (0–9) Rapport | 11′, 20′, 31′, 78′, 89′ Ählman 18′, 37′, 42′, 53′ Johansson Prakt 30′ Ekstrand 41′ Rönnegård 44′ Nordmark 59′ Ekman 69′, 75′ Ma. Gustavsson 71′, 87′ Mo. Gustavsson | Hultsfred Domare: Mikael Bäckström (Mönsterås) | Hultsfred Domare: Mikael Bäckström (Mönsterås) |
| 19:00 | 19:00       |               |               | | Hultsfred Domare: Mikael Bäckström (Mönsterås) | Hultsfred Domare: Mikael Bäckström (Mönsterås) |
| 19:00 | 19:00       |               |               | | Hultsfred Domare: Mikael Bäckström (Mönsterås) | Hultsfred Domare: Mikael Bäckström (Mönsterås) |

| 29    | 27 maj 2014 | Mönsterås GoIF | 0 – 5         | Madesjö IF                                           | Mönsterås IP                                        |                                                     |
| 19:00 | 19:00       |                | (0–2) Rapport | 26′, 75′ Medhammar 35′, 81′ Sandberg 85′ L. Karlsson | Mönsterås Publik: 40 Domare: Sven Sparavec (Kalmar) | Mönsterås Publik: 40 Domare: Sven Sparavec (Kalmar) |
| 19:00 | 19:00       |                |               |                                                      | Mönsterås Publik: 40 Domare: Sven Sparavec (Kalmar) | Mönsterås Publik: 40 Domare: Sven Sparavec (Kalmar) |
| 19:00 | 19:00       |                |               |                                                      | Mönsterås Publik: 40 Domare: Sven Sparavec (Kalmar) | Mönsterås Publik: 40 Domare: Sven Sparavec (Kalmar) |

| 30    | 27 maj 2014 | Oxie SK                       | 2 – 1 (e.fl.) | Eskilsminne DIF | Oxievångs IP                           |                                        |
| 19:00 | 19:00       | Lugger 30′ Jo. Andersson 109′ | (1–0) Rapport | 75′ F. Karlsson | Oxie Domare: Åsa Olsson (Staffanstorp) | Oxie Domare: Åsa Olsson (Staffanstorp) |
| 19:00 | 19:00       |                               |               |                 | Oxie Domare: Åsa Olsson (Staffanstorp) | Oxie Domare: Åsa Olsson (Staffanstorp) |
| 19:00 | 19:00       |                               |               |                 | Oxie Domare: Åsa Olsson (Staffanstorp) | Oxie Domare: Åsa Olsson (Staffanstorp) |

| 31    | 27 maj 2014 | Täby FK | 0 – 3         | Västerås BK30                                  | Tibblevallen                                |                                             |
| 20:15 | 20:15       |         | (0–1) Rapport | 45′ Burgos 56′ Gunnarsson 72′ (str.) Skogbrand | Tibble Domare: Sofie Borck Janeheim (Solna) | Tibble Domare: Sofie Borck Janeheim (Solna) |
| 20:15 | 20:15       |         |               |                                                | Tibble Domare: Sofie Borck Janeheim (Solna) | Tibble Domare: Sofie Borck Janeheim (Solna) |
| 20:15 | 20:15       |         |               |                                                | Tibble Domare: Sofie Borck Janeheim (Solna) | Tibble Domare: Sofie Borck Janeheim (Solna) |

| 32    | 28 maj 2014 | Ulricehamns IFK       | 2 – 8           | Mariebo IK                                                                                | Lassalyckan                                     |                                                 |
| 19:00 | 19:00       | Joh. Nilsson 27′, 88′ | (1 – 4) Rapport | 16′, 23′, 31′, 59′ I. Andersson 28′, 76′ Em. Magnusson 70′ Jos. Nilsson 80′ A. Gustafsson | Ulricehamn Domare: Steffan Genberg (Ulricehamn) | Ulricehamn Domare: Steffan Genberg (Ulricehamn) |
| 19:00 | 19:00       |                       |                 |                                                                                           | Ulricehamn Domare: Steffan Genberg (Ulricehamn) | Ulricehamn Domare: Steffan Genberg (Ulricehamn) |
| 19:00 | 19:00       |                       |                 |                                                                                           | Ulricehamn Domare: Steffan Genberg (Ulricehamn) | Ulricehamn Domare: Steffan Genberg (Ulricehamn) |

| 33    | 28 maj 2014 | Stuvsta IF | 1 – 3         | IFK Nyköping                     | Stuvsta IP                                      |                                                 |
| 20:00 | 20:00       | Vilén 14′  | (1–2) Rapport | 12′, 42′ Rammo 76′ R. Gustafsson | Stuvsta Publik: 20 Domare: Esra Kisa (Norsborg) | Stuvsta Publik: 20 Domare: Esra Kisa (Norsborg) |
| 20:00 | 20:00       |            |               |                                  | Stuvsta Publik: 20 Domare: Esra Kisa (Norsborg) | Stuvsta Publik: 20 Domare: Esra Kisa (Norsborg) |
| 20:00 | 20:00       |            |               |                                  | Stuvsta Publik: 20 Domare: Esra Kisa (Norsborg) | Stuvsta Publik: 20 Domare: Esra Kisa (Norsborg) |

| 34    | 29 maj 2014 | Enköpings SK | 0 – 5         | Korsnäs IF                                                 | Enavallen                                            |                                                      |
| 13:00 | 13:00       |              | (0–3) Rapport | 18′ Westerling 34′ Zandén 42′ Dahlström 70′ Snell 89′ Haga | Enköping Publik: 54 Domare: Jessica Öhrn (Strängnäs) | Enköping Publik: 54 Domare: Jessica Öhrn (Strängnäs) |
| 13:00 | 13:00       |              |               |                                                            | Enköping Publik: 54 Domare: Jessica Öhrn (Strängnäs) | Enköping Publik: 54 Domare: Jessica Öhrn (Strängnäs) |
| 13:00 | 13:00       |              |               |                                                            | Enköping Publik: 54 Domare: Jessica Öhrn (Strängnäs) | Enköping Publik: 54 Domare: Jessica Öhrn (Strängnäs) |

| 35    | 29 maj 2014 | Sollentuna FK | 0 – 8         | Tierps IF                                                                     | Helenelunds IP                                          |                                                         |
| 13:00 | 13:00       |               | (0–4) Rapport | 7′ Dail 16′, 19′, 55′ (str.), 85′ Bruksås 26′ Hägglund 50′, 61′ I. Pettersson | Sollentuna Publik: 37 Domare: Cecilia Ekwall (Vendelsö) | Sollentuna Publik: 37 Domare: Cecilia Ekwall (Vendelsö) |
| 13:00 | 13:00       |               |               |                                                                               | Sollentuna Publik: 37 Domare: Cecilia Ekwall (Vendelsö) | Sollentuna Publik: 37 Domare: Cecilia Ekwall (Vendelsö) |
| 13:00 | 13:00       |               |               |                                                                               | Sollentuna Publik: 37 Domare: Cecilia Ekwall (Vendelsö) | Sollentuna Publik: 37 Domare: Cecilia Ekwall (Vendelsö) |

| 36    | 29 maj 2014 | Alnö IF    | 1 – 2 (e.fl.) | IK Huge                       | Släda IP                                            |                                                     |
| 14:00 | 14:00       | 21′ (sjm.) | (1–1) Rapport | 35′ Winroth 102′ E. Johansson | Alnö Publik: 65 Domare: Johan Skyttberg (Sundsvall) | Alnö Publik: 65 Domare: Johan Skyttberg (Sundsvall) |
| 14:00 | 14:00       |            |               |                               | Alnö Publik: 65 Domare: Johan Skyttberg (Sundsvall) | Alnö Publik: 65 Domare: Johan Skyttberg (Sundsvall) |
| 14:00 | 14:00       |            |               |                               | Alnö Publik: 65 Domare: Johan Skyttberg (Sundsvall) | Alnö Publik: 65 Domare: Johan Skyttberg (Sundsvall) |

| 37    | 29 maj 2014 | Skattkärrs IF | 1 – 5         | Skövde KIK                                               | Skogsvallen                       |                                   |
| 15:00 | 15:00       | Lindqvist 19′ | (1–0) Rapport | 50′, 60′ H. Sundberg 56′ (str.) Plantin 66′, 69′ Sandsjö | Domare: Thomas Friberg (Skoghall) | Domare: Thomas Friberg (Skoghall) |
| 15:00 | 15:00       |               |               |                                                          | Domare: Thomas Friberg (Skoghall) | Domare: Thomas Friberg (Skoghall) |
| 15:00 | 15:00       |               |               |                                                          | Domare: Thomas Friberg (Skoghall) | Domare: Thomas Friberg (Skoghall) |

| 38    | 30 maj 2014 | Hittarps IK                                                                    | 5 – 1         | Växjö DFF        | Laröds IP                                         |                                                   |
| 19:00 | 19:00       | Crafoord-Larsen 60′ M. Karlsson 67′ Jörliden 70′ Westerblad 84′ L. Larsson 90′ | (0–0) Rapport | 80′ E. Andersson | Helsingborg Domare: Antonio Fernandez (Ängelholm) | Helsingborg Domare: Antonio Fernandez (Ängelholm) |
| 19:00 | 19:00       |                                                                                |               |                  | Helsingborg Domare: Antonio Fernandez (Ängelholm) | Helsingborg Domare: Antonio Fernandez (Ängelholm) |
| 19:00 | 19:00       |                                                                                |               |                  | Helsingborg Domare: Antonio Fernandez (Ängelholm) | Helsingborg Domare: Antonio Fernandez (Ängelholm) |

### Omgång 2
| 39 | 2014 | Enskede IK | 3 – 0 (W/O) | Tyresö FF |  |  |
|    |      |            | Rapport     |           |  |  |
|    |      |            |             |           |  |  |
|    |      |            |             |           |  |  |

| 40 | 2014 | Åsa IF | 3 – 0 (W/O) | Torslanda IK |  |  |
|    |      |        | Rapport     |              |  |  |
|    |      |        |             |              |  |  |
|    |      |        |             |              |  |  |

| 41    | 19 juli 2014 | Burträsk FF | 0 – 5         | Sunnanå SK                                               | Burträsk IP                                       |                                                   |
| 14:00 | 14:00        |             | (0–1) Rapport | 16′ Hedlund 63′, 77′ Tjärnlund 86′ Holm 89′ W. Andersson | Burträsk Publik: 200 Domare: Evgeniy Donev (Umeå) | Burträsk Publik: 200 Domare: Evgeniy Donev (Umeå) |
| 14:00 | 14:00        |             |               |                                                          | Burträsk Publik: 200 Domare: Evgeniy Donev (Umeå) | Burträsk Publik: 200 Domare: Evgeniy Donev (Umeå) |
| 14:00 | 14:00        |             |               |                                                          | Burträsk Publik: 200 Domare: Evgeniy Donev (Umeå) | Burträsk Publik: 200 Domare: Evgeniy Donev (Umeå) |

| 42    | 19 juli 2014 | Lidköpings FK                 | 2 – 1         | QBIK         | Lockörns IP                                                  |                                                              |
| 15:00 | 15:00        | Zirdum 20′ Mar. Johansson 36′ | (2–1) Rapport | 39′ Charette | Lidköping Publik: 132 Domare: Admir Hasanbegovic (Lidköping) | Lidköping Publik: 132 Domare: Admir Hasanbegovic (Lidköping) |
| 15:00 | 15:00        |                               |               |              | Lidköping Publik: 132 Domare: Admir Hasanbegovic (Lidköping) | Lidköping Publik: 132 Domare: Admir Hasanbegovic (Lidköping) |
| 15:00 | 15:00        |                               |               |              | Lidköping Publik: 132 Domare: Admir Hasanbegovic (Lidköping) | Lidköping Publik: 132 Domare: Admir Hasanbegovic (Lidköping) |

| 43    | 20 juli 2014 | Alviks IK | 0 – 13        | Umeå IK | Liko Arena                          |                                     |
| 15:00 | 15:00        |           | (0–5) Rapport | 3′, 7′, 21′ Sandström 11′, 50′, 56′ Hjohlman 19′ Konradsson 53′, 79′ Alanen 73′ A. Berglund 76′ Lantz 86′ Glas 90′ (str.) E. Berglund | Luleå Domare: Peter Marksén (Bureå) | Luleå Domare: Peter Marksén (Bureå) |
| 15:00 | 15:00        |           |               | | Luleå Domare: Peter Marksén (Bureå) | Luleå Domare: Peter Marksén (Bureå) |
| 15:00 | 15:00        |           |               | | Luleå Domare: Peter Marksén (Bureå) | Luleå Domare: Peter Marksén (Bureå) |

| 44    | 20 juli 2014 | Nittorps IK                                           | 0 – 0 (e.fl.)              | IS Halmia                                   | Åsavallen                                        |                                                  |
| 15:00 | 15:00        |                                                       | (0–0) Rapport              |                                             | Nittorp Publik: 95 Domare: Mirza Beculic (Borås) | Nittorp Publik: 95 Domare: Mirza Beculic (Borås) |
| 15:00 | 15:00        |                                                       |                            |                                             | Nittorp Publik: 95 Domare: Mirza Beculic (Borås) | Nittorp Publik: 95 Domare: Mirza Beculic (Borås) |
| 15:00 | 15:00        | Gollwitzer Jo. Axengren Ju. Axengren Hållander Hultin | Straffsparksläggning 5 – 4 | Bengtsson Ottosson Arvidsson Hed C. Nilsson | Nittorp Publik: 95 Domare: Mirza Beculic (Borås) | Nittorp Publik: 95 Domare: Mirza Beculic (Borås) |

| 45    | 21 juli 2014 | Själevads IK | 1 – 2         | Umeå Södra              | Själevads IP                                 |                                              |
| 19:00 | 19:00        | Lundholm 86′ | (0–0) Rapport | 53′ Lindholm 76′ Sjödin | Själevad Domare: Mix Martineau (Bollstabruk) | Själevad Domare: Mix Martineau (Bollstabruk) |
| 19:00 | 19:00        |              |               |                         | Själevad Domare: Mix Martineau (Bollstabruk) | Själevad Domare: Mix Martineau (Bollstabruk) |
| 19:00 | 19:00        |              |               |                         | Själevad Domare: Mix Martineau (Bollstabruk) | Själevad Domare: Mix Martineau (Bollstabruk) |

| 46    | 22 juli 2014 | Kiruna FF | 0 – 3         | Piteå IF                                             | Lombia IP                                           |                                                     |
| 19:00 | 19:00        |           | (0–2) Rapport | 12′ E. Bergkvist 13′ Jo. Johansson 77′ H. Pettersson | Kiruna Publik: 149 Domare: Sara Wiinikka (Svensbyn) | Kiruna Publik: 149 Domare: Sara Wiinikka (Svensbyn) |
| 19:00 | 19:00        |           |               |                                                      | Kiruna Publik: 149 Domare: Sara Wiinikka (Svensbyn) | Kiruna Publik: 149 Domare: Sara Wiinikka (Svensbyn) |
| 19:00 | 19:00        |           |               |                                                      | Kiruna Publik: 149 Domare: Sara Wiinikka (Svensbyn) | Kiruna Publik: 149 Domare: Sara Wiinikka (Svensbyn) |

| 47    | 29 juli 2014 | Korsnäs IF       | 1 – 0         | Brommapojkarna | Lindvallen                                           |                                                      |
| 19:00 | 19:00        | M. Bergkvist 15′ | (1–0) Rapport |                | Falun Publik: 105 Domare: Peter Johansson (Borlänge) | Falun Publik: 105 Domare: Peter Johansson (Borlänge) |
| 19:00 | 19:00        |                  |               |                | Falun Publik: 105 Domare: Peter Johansson (Borlänge) | Falun Publik: 105 Domare: Peter Johansson (Borlänge) |
| 19:00 | 19:00        |                  |               |                | Falun Publik: 105 Domare: Peter Johansson (Borlänge) | Falun Publik: 105 Domare: Peter Johansson (Borlänge) |

| 48    | 29 juli 2014 | Falköpings KIK | 1 – 2         | Hovås Billdal          | Odenplan                               |                                        |
| 19:00 | 19:00        | Ravnell 19′    | (1–1) Rapport | 36′ Boriero 68′ Juhlin | Falköping Domare: Tobias Hane (Skövde) | Falköping Domare: Tobias Hane (Skövde) |
| 19:00 | 19:00        |                |               |                        | Falköping Domare: Tobias Hane (Skövde) | Falköping Domare: Tobias Hane (Skövde) |
| 19:00 | 19:00        |                |               |                        | Falköping Domare: Tobias Hane (Skövde) | Falköping Domare: Tobias Hane (Skövde) |

| 49    | 30 juli 2014 | Västerås BK30 | 0 – 6         | Eskilstuna United                                                             | Ringvallen                                              |                                                         |
| 19:00 | 19:00        |               | (0–3) Rapport | 16′ Quinn 26′ F. Karlsson 45′, 49′ DeCesare 49′ Wahlström 84′ (str.) Thunebro | Västerås Publik: 363 Domare: Jennifer Laurin (Enköping) | Västerås Publik: 363 Domare: Jennifer Laurin (Enköping) |
| 19:00 | 19:00        |               |               |                                                                               | Västerås Publik: 363 Domare: Jennifer Laurin (Enköping) | Västerås Publik: 363 Domare: Jennifer Laurin (Enköping) |
| 19:00 | 19:00        |               |               |                                                                               | Västerås Publik: 363 Domare: Jennifer Laurin (Enköping) | Västerås Publik: 363 Domare: Jennifer Laurin (Enköping) |

| 50    | 30 juli 2014 | Madesjö IF        | 1 – 13        | Vittsjö GIK                                                                                         | Madesjövallen                           |                                         |
| 19:00 | 19:00        | J. Gustavsson 26′ | (1–8) Rapport | 3′, 52′ Welin 12′, 20′, 25′, 29′ Ross 30′, 48′, 58′ Nilsen 33′ Göransson 35′, 65′, 73′ S. Andersson | Madesjö Domare: Tobias Hellgren (Växjö) | Madesjö Domare: Tobias Hellgren (Växjö) |
| 19:00 | 19:00        |                   |               | | Madesjö Domare: Tobias Hellgren (Växjö) | Madesjö Domare: Tobias Hellgren (Växjö) |
| 19:00 | 19:00        |                   |               | | Madesjö Domare: Tobias Hellgren (Växjö) | Madesjö Domare: Tobias Hellgren (Växjö) |

| 51    | 30 juli 2014 | Karlskrona FF | 1 – 6         | Kristianstads DFF                                                          | Hästö IP                                              |                                                       |
| 19:00 | 19:00        | Claesson 69′  | (0–4) Rapport | 17′ Banusic 25′, 39′ Welin 34′ T. Nilsson 49′ Björk Óðinsdóttir 56′ Moberg | Karlskrona Publik: 213 Domare: Tess Petersson (Malmö) | Karlskrona Publik: 213 Domare: Tess Petersson (Malmö) |
| 19:00 | 19:00        |               |               |                                                                            | Karlskrona Publik: 213 Domare: Tess Petersson (Malmö) | Karlskrona Publik: 213 Domare: Tess Petersson (Malmö) |
| 19:00 | 19:00        |               |               |                                                                            | Karlskrona Publik: 213 Domare: Tess Petersson (Malmö) | Karlskrona Publik: 213 Domare: Tess Petersson (Malmö) |

| 52    | 30 juli 2014 | FC Djursholm | 0 – 4         | Älta IF                                            | Djursholms IP                                 |                                               |
| 20:00 | 20:00        |              | (0–3) Rapport | 5′ Odelius 30′ Lechner 42′ Sigfusdottir 48′ Kalkan | Djurholm Domare: Jessica Löv (Upplands Väsby) | Djurholm Domare: Jessica Löv (Upplands Väsby) |
| 20:00 | 20:00        |              |               |                                                    | Djurholm Domare: Jessica Löv (Upplands Väsby) | Djurholm Domare: Jessica Löv (Upplands Väsby) |
| 20:00 | 20:00        |              |               |                                                    | Djurholm Domare: Jessica Löv (Upplands Väsby) | Djurholm Domare: Jessica Löv (Upplands Väsby) |

| 53    | 1 augusti 2014 | Hittarps IK | 0 – 5         | Asarums IF                                     | Laröds IP                                                    |                                                              |
| 19:00 | 19:00          |             | (0–3) Rapport | 8′, 39′, 61′ M. Nilsson 20′, 72′ L. Gustavsson | Hittarps IK Publik: 77 Domare: Marcus Lindahl (Strövelstorp) | Hittarps IK Publik: 77 Domare: Marcus Lindahl (Strövelstorp) |
| 19:00 | 19:00          |             |               |                                                | Hittarps IK Publik: 77 Domare: Marcus Lindahl (Strövelstorp) | Hittarps IK Publik: 77 Domare: Marcus Lindahl (Strövelstorp) |
| 19:00 | 19:00          |             |               |                                                | Hittarps IK Publik: 77 Domare: Marcus Lindahl (Strövelstorp) | Hittarps IK Publik: 77 Domare: Marcus Lindahl (Strövelstorp) |

| 53    | 5 augusti 2014 | IFK Skoghall | 0 – 10        | KIF Örebro | Lunnevi IP                                            |                                                       |
| 19:00 | 19:00          |              | (0–4) Rapport | 3′, 27′, 55′ Martinkova 10′ El. Magnusson 17′ Chukwudi 47′ Talonen 50′ Spetsmark 80′, 87′ Michael 90′ Lehtinen | Skoghall Publik: 205 Domare: Lovisa Johansson (Grums) | Skoghall Publik: 205 Domare: Lovisa Johansson (Grums) |
| 19:00 | 19:00          |              |               | | Skoghall Publik: 205 Domare: Lovisa Johansson (Grums) | Skoghall Publik: 205 Domare: Lovisa Johansson (Grums) |
| 19:00 | 19:00          |              |               | | Skoghall Publik: 205 Domare: Lovisa Johansson (Grums) | Skoghall Publik: 205 Domare: Lovisa Johansson (Grums) |

| 54    | 5 augusti 2014 | Stattena IF | 1 – 12        | FC Rosengård                                                                                              | Olympiafältet                                              |                                                            |
| 19:00 | 19:00          | Hansen 43′  | (1–6) Rapport | 1′, 22′ Bachmann 31′, 43′ Mittag 38′, 39′ Marta 59′ Musovic 66′ Schmidt 68′, 72′, 86′ Kirsten 83′ Ekelund | Helsingborg Publik: 1 028 Domare: Linda Bengtström (Malmö) | Helsingborg Publik: 1 028 Domare: Linda Bengtström (Malmö) |
| 19:00 | 19:00          |             |               | | Helsingborg Publik: 1 028 Domare: Linda Bengtström (Malmö) | Helsingborg Publik: 1 028 Domare: Linda Bengtström (Malmö) |
| 19:00 | 19:00          |             |               | | Helsingborg Publik: 1 028 Domare: Linda Bengtström (Malmö) | Helsingborg Publik: 1 028 Domare: Linda Bengtström (Malmö) |

| 55    | 6 augusti 2014 | IK Huge | 0 – 9         | IK Sirius | Kastvallen                                           |                                                      |
| 19:00 | 19:00          |         | (0–5) Rapport | 5′, 38′ Wixner 22′, 40′ Kajgård 26′ (str.) Lyckberg 66′ F. Andersson 79′ Am. Johansson 80′ (str.) Faiqi 84′ Melin | Gävle Publik: 68 Domare: Fredrik Hammarström (Valbo) | Gävle Publik: 68 Domare: Fredrik Hammarström (Valbo) |
| 19:00 | 19:00          |         |               | | Gävle Publik: 68 Domare: Fredrik Hammarström (Valbo) | Gävle Publik: 68 Domare: Fredrik Hammarström (Valbo) |
| 19:00 | 19:00          |         |               | | Gävle Publik: 68 Domare: Fredrik Hammarström (Valbo) | Gävle Publik: 68 Domare: Fredrik Hammarström (Valbo) |

| 56    | 6 augusti 2014 | Fanna BK | 0 – 9         | AIK                                                                    | Enavallen                                                |                                                          |
| 19:00 | 19:00          |          | (0–4) Rapport | 6′, 38′, 49′, 68′, 70′ Lund 12′, 61′ Tegström 31′ Bragnum 79′ Holmgren | Enköping Publik: 300 Domare: Josefin Aronsson (Hedemora) | Enköping Publik: 300 Domare: Josefin Aronsson (Hedemora) |
| 19:00 | 19:00          |          |               |                                                                        | Enköping Publik: 300 Domare: Josefin Aronsson (Hedemora) | Enköping Publik: 300 Domare: Josefin Aronsson (Hedemora) |
| 19:00 | 19:00          |          |               |                                                                        | Enköping Publik: 300 Domare: Josefin Aronsson (Hedemora) | Enköping Publik: 300 Domare: Josefin Aronsson (Hedemora) |

| 57    | 6 augusti 2014 | Åkers IF | 0 – 8         | Hammarby IF                                                             | Bruksvallen                                                   |                                                               |
| 19:00 | 19:00          |          | (0–2) Rapport | 16′ Ekroth 45′, 73′, 89′, 90+1′ Jansson 54′ Jones 70′, 90+2′ Östergaard | Åkers styckebruk Publik: 73 Domare: Cecilia Ekwall (Vendelsö) | Åkers styckebruk Publik: 73 Domare: Cecilia Ekwall (Vendelsö) |
| 19:00 | 19:00          |          |               |                                                                         | Åkers styckebruk Publik: 73 Domare: Cecilia Ekwall (Vendelsö) | Åkers styckebruk Publik: 73 Domare: Cecilia Ekwall (Vendelsö) |
| 19:00 | 19:00          |          |               |                                                                         | Åkers styckebruk Publik: 73 Domare: Cecilia Ekwall (Vendelsö) | Åkers styckebruk Publik: 73 Domare: Cecilia Ekwall (Vendelsö) |

| 58    | 6 augusti 2014 | Hertzöga BK | 1 – 11        | Mallbackens IF                                                                                           | Ilanda IP                                           |                                                     |
| 19:00 | 19:00          | Malm 45′    | (1–4) Rapport | 6′, 8′, 23′ Janogy 27′ Nordqvist 64′ Nousiainen 68′ Haraldsson 69′, 70′ M. Larsson 73′, 84′, 87′ Ahlberg | Karlstad Publik: 205 Domare: Martin Thorén (Arvika) | Karlstad Publik: 205 Domare: Martin Thorén (Arvika) |
| 19:00 | 19:00          |             |               | | Karlstad Publik: 205 Domare: Martin Thorén (Arvika) | Karlstad Publik: 205 Domare: Martin Thorén (Arvika) |
| 19:00 | 19:00          |             |               | | Karlstad Publik: 205 Domare: Martin Thorén (Arvika) | Karlstad Publik: 205 Domare: Martin Thorén (Arvika) |

| 59    | 6 augusti 2014 | Kungsbacka DFF | 0 – 3         | Jitex BK                            | Tingbergsvallen                                            |                                                            |
| 19:00 | 19:00          |                | (0–1) Rapport | 28′ Eklund 64′ Zurrer 78′ Östervall | Kungsbacka Publik: 249 Domare: Sandra Österberg (Göteborg) | Kungsbacka Publik: 249 Domare: Sandra Österberg (Göteborg) |
| 19:00 | 19:00          |                |               |                                     | Kungsbacka Publik: 249 Domare: Sandra Österberg (Göteborg) | Kungsbacka Publik: 249 Domare: Sandra Österberg (Göteborg) |
| 19:00 | 19:00          |                |               |                                     | Kungsbacka Publik: 249 Domare: Sandra Österberg (Göteborg) | Kungsbacka Publik: 249 Domare: Sandra Österberg (Göteborg) |

| 60    | 6 augusti 2014 | Oxie SK | 0 – 13        | Limhamn Bunkeflo | Oxievångs IP                           |                                        |
| 19:00 | 19:00          |         | (0–6) Rapport | 3′, 20′ Edgren 4′ Rydle 21′, 28′ M. Johnsson 32′, 53′ Mi. Persson 55′, 84′ Sundqvist 59′, 66′ Bergquist Olsson 68′ Aas 70′ Wännerdahl | Oxie Domare: Jilan Taher (Helsingborg) | Oxie Domare: Jilan Taher (Helsingborg) |
| 19:00 | 19:00          |         |               | | Oxie Domare: Jilan Taher (Helsingborg) | Oxie Domare: Jilan Taher (Helsingborg) |
| 19:00 | 19:00          |         |               | | Oxie Domare: Jilan Taher (Helsingborg) | Oxie Domare: Jilan Taher (Helsingborg) |

| 61    | 6 augusti 2014 | Lindome GIF  | 1 – 4         | Stångenäs AIS                              | Lindevi IP                                            |                                                       |
| 19:30 | 19:30          | Friman 90+1′ | (0–3) Rapport | 6′, 8′ From 43′ Mat. Persson 48′ Holmqvist | Lindome Publik: 100 Domare: Shahab Sarmadi (Göteborg) | Lindome Publik: 100 Domare: Shahab Sarmadi (Göteborg) |
| 19:30 | 19:30          |              |               |                                            | Lindome Publik: 100 Domare: Shahab Sarmadi (Göteborg) | Lindome Publik: 100 Domare: Shahab Sarmadi (Göteborg) |
| 19:30 | 19:30          |              |               |                                            | Lindome Publik: 100 Domare: Shahab Sarmadi (Göteborg) | Lindome Publik: 100 Domare: Shahab Sarmadi (Göteborg) |

| 62    | 12 augusti 2014 | Tierps IF | 0 – 3         | Djurgårdens IF                          | Vegavallen                                            |                                                       |
| 19:00 | 19:00           |           | (0–0) Rapport | 56′ S. Nilsson 58′ Höglund 73′ Jalkerud | Tierp Publik: 250 Domare: Josefin Aronsson (Hedemora) | Tierp Publik: 250 Domare: Josefin Aronsson (Hedemora) |
| 19:00 | 19:00           |           |               |                                         | Tierp Publik: 250 Domare: Josefin Aronsson (Hedemora) | Tierp Publik: 250 Domare: Josefin Aronsson (Hedemora) |
| 19:00 | 19:00           |           |               |                                         | Tierp Publik: 250 Domare: Josefin Aronsson (Hedemora) | Tierp Publik: 250 Domare: Josefin Aronsson (Hedemora) |

| 63    | 12 augusti 2014 | Västerås IK | 0 – 2         | Bollstanäs SK    | Apalby                                                |                                                       |
| 19:00 | 19:00           |             | (0–0) Rapport | 51′, 67′ Hedstad | Västerås Publik: 150 Domare: Josefine Bastås (Arboga) | Västerås Publik: 150 Domare: Josefine Bastås (Arboga) |
| 19:00 | 19:00           |             |               |                  | Västerås Publik: 150 Domare: Josefine Bastås (Arboga) | Västerås Publik: 150 Domare: Josefine Bastås (Arboga) |
| 19:00 | 19:00           |             |               |                  | Västerås Publik: 150 Domare: Josefine Bastås (Arboga) | Västerås Publik: 150 Domare: Josefine Bastås (Arboga) |

| 64    | 12 augusti 2014 | IF Böljan | 0 – 7         | Kopparbergs/Göteborg                                                          | Falkenbergs IP                              |                                             |
| 19:30 | 19:30           |           | (0–2) Rapport | 11′ Sjölund 23′ Mjelde 46′, 84′ Melis 57′ Hegerberg 57′ Ahlstrand 65′ Martens | Falkenberg Domare: Elsa Nylander (Göteborg) | Falkenberg Domare: Elsa Nylander (Göteborg) |
| 19:30 | 19:30           |           |               |                                                                               | Falkenberg Domare: Elsa Nylander (Göteborg) | Falkenberg Domare: Elsa Nylander (Göteborg) |
| 19:30 | 19:30           |           |               |                                                                               | Falkenberg Domare: Elsa Nylander (Göteborg) | Falkenberg Domare: Elsa Nylander (Göteborg) |

| 65    | 13 augusti 2014 | IFK Norrköping | 0 – 6         | Linköpings FC                                                          | Nya Parken                                        |                                                   |
| 19:00 | 19:00           |                | (0–3) Rapport | 19′ Almqvist 37′, 41′, 80′ Blackstenius 49′ Silva 83′ Mosegaard Harder | Norrköping Publik: 205 Domare: Laura Rapp (Årsta) | Norrköping Publik: 205 Domare: Laura Rapp (Årsta) |
| 19:00 | 19:00           |                |               |                                                                        | Norrköping Publik: 205 Domare: Laura Rapp (Årsta) | Norrköping Publik: 205 Domare: Laura Rapp (Årsta) |
| 19:00 | 19:00           |                |               |                                                                        | Norrköping Publik: 205 Domare: Laura Rapp (Årsta) | Norrköping Publik: 205 Domare: Laura Rapp (Årsta) |

| 66    | 13 augusti 2014 | Tranås FF              | 2 – 1 (e.fl.) | BK Tinnis  | Bredstorps IP                                    |                                                  |
| 19:00 | 19:00           | Berisha 89′ Sparv 113′ | (0–0) Rapport | 47′ (sjm.) | Tranås Publik: 90 Domare: Patric Bergemalm (Äng) | Tranås Publik: 90 Domare: Patric Bergemalm (Äng) |
| 19:00 | 19:00           |                        |               |            | Tranås Publik: 90 Domare: Patric Bergemalm (Äng) | Tranås Publik: 90 Domare: Patric Bergemalm (Äng) |
| 19:00 | 19:00           |                        |               |            | Tranås Publik: 90 Domare: Patric Bergemalm (Äng) | Tranås Publik: 90 Domare: Patric Bergemalm (Äng) |

| 67    | 13 augusti 2014 | Skövde KIK      | 1 – 2         | Mariebo IK            | Södermalms IP                             |                                           |
| 19:00 | 19:00           | H. Sundberg 58′ | (0–0) Rapport | 77′, 87′ I. Andersson | Skövde Domare: Kastriot Gerxhaliu (Skara) | Skövde Domare: Kastriot Gerxhaliu (Skara) |
| 19:00 | 19:00           |                 |               |                       | Skövde Domare: Kastriot Gerxhaliu (Skara) | Skövde Domare: Kastriot Gerxhaliu (Skara) |
| 19:00 | 19:00           |                 |               |                       | Skövde Domare: Kastriot Gerxhaliu (Skara) | Skövde Domare: Kastriot Gerxhaliu (Skara) |

| 68    | 13 augusti 2014 | Lillån FK             | 2 – 1         | IFK Nyköping | Lillåvallen                                       |                                                   |
| 19:00 | 19:00           | Schagerström 48′, 76′ | (0–1) Rapport | 10′ Rammo    | Örebro Publik: 36 Domare: Daniel Hansson (Örebro) | Örebro Publik: 36 Domare: Daniel Hansson (Örebro) |
| 19:00 | 19:00           |                       |               |              | Örebro Publik: 36 Domare: Daniel Hansson (Örebro) | Örebro Publik: 36 Domare: Daniel Hansson (Örebro) |
| 19:00 | 19:00           |                       |               |              | Örebro Publik: 36 Domare: Daniel Hansson (Örebro) | Örebro Publik: 36 Domare: Daniel Hansson (Örebro) |

| 69    | 19 augusti 2014 | Ljusdals IF | 0 – 7         | Kvarnsvedens IK                                                            | Älvvallen                                                 |                                                           |
| 18:30 | 18:30           |             | (0–2) Rapport | 8′, 24′ Mollon 48′ Lind 58′, 60′ Sa. Henriksson 82′ D. Sundberg 86′ Nordin | Ljusdal Publik: 110 Domare: Fredrik Åkerlund (Hudiksvall) | Ljusdal Publik: 110 Domare: Fredrik Åkerlund (Hudiksvall) |
| 18:30 | 18:30           |             |               |                                                                            | Ljusdal Publik: 110 Domare: Fredrik Åkerlund (Hudiksvall) | Ljusdal Publik: 110 Domare: Fredrik Åkerlund (Hudiksvall) |
| 18:30 | 18:30           |             |               |                                                                            | Ljusdal Publik: 110 Domare: Fredrik Åkerlund (Hudiksvall) | Ljusdal Publik: 110 Domare: Fredrik Åkerlund (Hudiksvall) |

### Omgång 3
| 70    | 9 september 2014 | Åsa IF | 0 – 2         | Hovås Billdal       | Åsa C                                               |                                                     |
| 17:30 | 17:30            |        | (0–1) Rapport | 21′ Nöjd 55′ Milton | Åsa Publik: 120 Domare: Camilla Stendahl (Göteborg) | Åsa Publik: 120 Domare: Camilla Stendahl (Göteborg) |
| 17:30 | 17:30            |        |               |                     | Åsa Publik: 120 Domare: Camilla Stendahl (Göteborg) | Åsa Publik: 120 Domare: Camilla Stendahl (Göteborg) |
| 17:30 | 17:30            |        |               |                     | Åsa Publik: 120 Domare: Camilla Stendahl (Göteborg) | Åsa Publik: 120 Domare: Camilla Stendahl (Göteborg) |

| 71    | 10 september 2014 | Korsnäs IF | 0 – 2         | Kvarnsvedens IK                   | Lindvallen                                            |                                                       |
| 17:30 | 17:30             |            | (0–1) Rapport | 19′ Danielsson 68′ Sa. Henriksson | Falun Publik: 267 Domare: Josefin Aronsson (Hedemora) | Falun Publik: 267 Domare: Josefin Aronsson (Hedemora) |
| 17:30 | 17:30             |            |               |                                   | Falun Publik: 267 Domare: Josefin Aronsson (Hedemora) | Falun Publik: 267 Domare: Josefin Aronsson (Hedemora) |
| 17:30 | 17:30             |            |               |                                   | Falun Publik: 267 Domare: Josefin Aronsson (Hedemora) | Falun Publik: 267 Domare: Josefin Aronsson (Hedemora) |

| 72    | 10 september 2014 | Enskede IK    | 1 – 2         | Djurgårdens IF          | Enskede IP                                     |                                                |
| 20:00 | 20:00             | Qvarnström 3′ | (1–1) Rapport | 24′ S. Nilsson 90′ Utas | Enskede Publik: 101 Domare: Laura Rapp (Årsta) | Enskede Publik: 101 Domare: Laura Rapp (Årsta) |
| 20:00 | 20:00             |               |               |                         | Enskede Publik: 101 Domare: Laura Rapp (Årsta) | Enskede Publik: 101 Domare: Laura Rapp (Årsta) |
| 20:00 | 20:00             |               |               |                         | Enskede Publik: 101 Domare: Laura Rapp (Årsta) | Enskede Publik: 101 Domare: Laura Rapp (Årsta) |

| 73    | 11 september 2014 | Umeå Södra | 0 – 5         | Piteå IF                                                       | T3 Arena                                        |                                                 |
| 19:00 | 19:00             |            | (0–1) Rapport | 44′ Pedersen 53′ Grahn 80′ Ikidi 82′ H. Pettersson 90′ Egelryd | Umeå Publik: 75 Domare: Jonathan Forsman (Umeå) | Umeå Publik: 75 Domare: Jonathan Forsman (Umeå) |
| 19:00 | 19:00             |            |               |                                                                | Umeå Publik: 75 Domare: Jonathan Forsman (Umeå) | Umeå Publik: 75 Domare: Jonathan Forsman (Umeå) |
| 19:00 | 19:00             |            |               |                                                                | Umeå Publik: 75 Domare: Jonathan Forsman (Umeå) | Umeå Publik: 75 Domare: Jonathan Forsman (Umeå) |

| 74    | 16 september 2014 | Stångenäs AIS | 0 – 1         | Jitex BK      | Brastad Arena                                       |                                                     |
| 19:30 | 19:30             |               | (0–0) Rapport | 53′ Östervall | Brastad Publik: 75 Domare: Elsa Nylander (Göteborg) | Brastad Publik: 75 Domare: Elsa Nylander (Göteborg) |
| 19:30 | 19:30             |               |               |               | Brastad Publik: 75 Domare: Elsa Nylander (Göteborg) | Brastad Publik: 75 Domare: Elsa Nylander (Göteborg) |
| 19:30 | 19:30             |               |               |               | Brastad Publik: 75 Domare: Elsa Nylander (Göteborg) | Brastad Publik: 75 Domare: Elsa Nylander (Göteborg) |

| 75    | 17 september 2014 | Lillån FK | 0 – 4         | Hammarby IF                                 | Behrn Arena                                        |                                                    |
| 19:30 | 19:30             |           | (0–3) Rapport | 14′, 17′ Jansson 33′ Ekroth 74′ Si. Persson | Örebro Publik: 84 Domare: Josefine Bastås (Arboga) | Örebro Publik: 84 Domare: Josefine Bastås (Arboga) |
| 19:30 | 19:30             |           |               |                                             | Örebro Publik: 84 Domare: Josefine Bastås (Arboga) | Örebro Publik: 84 Domare: Josefine Bastås (Arboga) |
| 19:30 | 19:30             |           |               |                                             | Örebro Publik: 84 Domare: Josefine Bastås (Arboga) | Örebro Publik: 84 Domare: Josefine Bastås (Arboga) |

| 76    | 21 september 2014 | Lidköpings FK | 0 – 11        | Kopparbergs/Göteborg                                                          | Lockörns IP                                                     |                                                                 |
| 16:30 | 16:30             |               | (0–4) Rapport | 1′, 8′, 18′, 50′, 54′, 55′ Lindén 42′, 47′ Sjölund 77′ Skog 86′, 89′ Dyngvold | Lidköping Publik: 180 Domare: Caroline Lindqvist (Kristinehamn) | Lidköping Publik: 180 Domare: Caroline Lindqvist (Kristinehamn) |
| 16:30 | 16:30             |               |               |                                                                               | Lidköping Publik: 180 Domare: Caroline Lindqvist (Kristinehamn) | Lidköping Publik: 180 Domare: Caroline Lindqvist (Kristinehamn) |
| 16:30 | 16:30             |               |               |                                                                               | Lidköping Publik: 180 Domare: Caroline Lindqvist (Kristinehamn) | Lidköping Publik: 180 Domare: Caroline Lindqvist (Kristinehamn) |

| 77    | 23 september 2014 | Tranås FF | 1 – 7         | Mariebo IK                                                                      | Bredstorps IP                                           |                                                         |
| 18:30 | 18:30             | Sparv 27′ | (1–3) Rapport | 23′ Toivio 29′, 47′ Bergman 37′, 76′ A. Gustafsson 84′ H. Gustafsson 90+1′ Roos | Tranås Publik: 235 Domare: Elisabeth Malaki (Huskvarna) | Tranås Publik: 235 Domare: Elisabeth Malaki (Huskvarna) |
| 18:30 | 18:30             |           |               |                                                                                 | Tranås Publik: 235 Domare: Elisabeth Malaki (Huskvarna) | Tranås Publik: 235 Domare: Elisabeth Malaki (Huskvarna) |
| 18:30 | 18:30             |           |               |                                                                                 | Tranås Publik: 235 Domare: Elisabeth Malaki (Huskvarna) | Tranås Publik: 235 Domare: Elisabeth Malaki (Huskvarna) |

| 78    | 24 september 2014 | Nittorps IK | 2 – 7         | Vittsjö GIK                                                  | Dalshov                                        |                                                |
| 18:00 | 18:00             |             | (1–3) Rapport | 3′, 78′ S. Andersson 26′, 45′, 70′, 74′ Nilsen 62′ Adolfsson | Nittorp Publik: 267 Domare: Linda Lindskog (?) | Nittorp Publik: 267 Domare: Linda Lindskog (?) |
| 18:00 | 18:00             |             |               |                                                              | Nittorp Publik: 267 Domare: Linda Lindskog (?) | Nittorp Publik: 267 Domare: Linda Lindskog (?) |
| 18:00 | 18:00             |             |               |                                                              | Nittorp Publik: 267 Domare: Linda Lindskog (?) | Nittorp Publik: 267 Domare: Linda Lindskog (?) |

| 79    | 24 september 2014 | Sunnanå SK | 0 – 2         | Umeå IK                 | Sörvalla IP                                             |                                                         |
| 18:30 | 18:30             |            | (0–1) Rapport | 20′ Hurtig 73′ Hjohlman | Skellefteå Publik: 110 Domare: Sara Wiinikka (Svensbyn) | Skellefteå Publik: 110 Domare: Sara Wiinikka (Svensbyn) |
| 18:30 | 18:30             |            |               |                         | Skellefteå Publik: 110 Domare: Sara Wiinikka (Svensbyn) | Skellefteå Publik: 110 Domare: Sara Wiinikka (Svensbyn) |
| 18:30 | 18:30             |            |               |                         | Skellefteå Publik: 110 Domare: Sara Wiinikka (Svensbyn) | Skellefteå Publik: 110 Domare: Sara Wiinikka (Svensbyn) |

| 80    | 24 september 2014 | Mallbackens IF | 1 – 3         | KIF Örebro                    | Fryxellska skolan                                   |                                                     |
| 19:00 | 19:00             | Gavilsky       | (1–2) Rapport | 2′, 3′ Michael 68′ Martinkova | Lysvik Publik: 348 Domare: Lovisa Johansson (Grums) | Lysvik Publik: 348 Domare: Lovisa Johansson (Grums) |
| 19:00 | 19:00             |                |               |                               | Lysvik Publik: 348 Domare: Lovisa Johansson (Grums) | Lysvik Publik: 348 Domare: Lovisa Johansson (Grums) |
| 19:00 | 19:00             |                |               |                               | Lysvik Publik: 348 Domare: Lovisa Johansson (Grums) | Lysvik Publik: 348 Domare: Lovisa Johansson (Grums) |

| 81    | 25 september 2014 | Älta IF     | 1 – 3 (e.fl.) | Linköpings FC                                | Älta IP                                     |                                             |
| 18:00 | 18:00             | Lechner 76′ | (0–1) Rapport | 19′ (sjm.) 92′, 113′ (str.) Mosegaard Harder | Älta Publik: 150 Domare: Laura Rapp (Årsta) | Älta Publik: 150 Domare: Laura Rapp (Årsta) |
| 18:00 | 18:00             |             |               |                                              | Älta Publik: 150 Domare: Laura Rapp (Årsta) | Älta Publik: 150 Domare: Laura Rapp (Årsta) |
| 18:00 | 18:00             |             |               |                                              | Älta Publik: 150 Domare: Laura Rapp (Årsta) | Älta Publik: 150 Domare: Laura Rapp (Årsta) |

| 82    | 1 oktober 2014 | Asarums IF | 0 – 8         | FC Rosengård                                                                               | Asarums IP                                          |                                                     |
| 18:30 | 18:30          |            | (0–3) Rapport | 2′, 51′ Mellouk 38′ Sörensen 41′, 84′ Røddik Hansen 50′ Kirsten 82′ Mittag 90+2′ Rubensson | Asarum Publik: 1 180 Domare: Tess Petersson (Malmö) | Asarum Publik: 1 180 Domare: Tess Petersson (Malmö) |
| 18:30 | 18:30          |            |               |                                                                                            | Asarum Publik: 1 180 Domare: Tess Petersson (Malmö) | Asarum Publik: 1 180 Domare: Tess Petersson (Malmö) |
| 18:30 | 18:30          |            |               |                                                                                            | Asarum Publik: 1 180 Domare: Tess Petersson (Malmö) | Asarum Publik: 1 180 Domare: Tess Petersson (Malmö) |

| 83    | 8 oktober 2014 | IK Sirius | 0 – 3         | AIK                                | Studenternas IP                                         |                                                         |
| 19:00 | 19:00          |           | (0–0) Rapport | 48′ Tegström 71′ Holmgren 74′ Lind | Uppsala Publik: 260 Domare: Malin Johansson (Stockholm) | Uppsala Publik: 260 Domare: Malin Johansson (Stockholm) |
| 19:00 | 19:00          |           |               |                                    | Uppsala Publik: 260 Domare: Malin Johansson (Stockholm) | Uppsala Publik: 260 Domare: Malin Johansson (Stockholm) |
| 19:00 | 19:00          |           |               |                                    | Uppsala Publik: 260 Domare: Malin Johansson (Stockholm) | Uppsala Publik: 260 Domare: Malin Johansson (Stockholm) |

| 84    | 9 oktober 2014 | Bollstanäs SK | 1 – 4 (e.fl.) | Eskilstuna United                                           | Bollstanäs IP                                 |                                               |
| 19:30 | 19:30          | Hedstad 14′   | (1–1) Rapport | 2′, 95′ Ekebom Arodin 102′ Diaz Pettersson 111′ F. Karlsson | Bollstanäs Domare: Jennifer Laurin (Enköping) | Bollstanäs Domare: Jennifer Laurin (Enköping) |
| 19:30 | 19:30          |               |               |                                                             | Bollstanäs Domare: Jennifer Laurin (Enköping) | Bollstanäs Domare: Jennifer Laurin (Enköping) |
| 19:30 | 19:30          |               |               |                                                             | Bollstanäs Domare: Jennifer Laurin (Enköping) | Bollstanäs Domare: Jennifer Laurin (Enköping) |

| 85    | 15 oktober 2014 | Limhamn Bunkeflo         | 2 – 3         | Kristianstads DFF                    | Limhamns IP                            |                                        |
| 19:00 | 19:00           | Ollerstam 31′ Edgren 50′ | (1–2) Rapport | 26′ Edwards 32′ Moberg 76′ Liljegärd | Malmö Domare: Linda Bengtström (Malmö) | Malmö Domare: Linda Bengtström (Malmö) |
| 19:00 | 19:00           |                          |               |                                      | Malmö Domare: Linda Bengtström (Malmö) | Malmö Domare: Linda Bengtström (Malmö) |
| 19:00 | 19:00           |                          |               |                                      | Malmö Domare: Linda Bengtström (Malmö) | Malmö Domare: Linda Bengtström (Malmö) |

### Omgång 4
| 86    | 15 februari 2015 | Kopparbergs/Göteborg | 1 – 2 (e.fl.) | FC Rosengård                       | Valhalla IP                              |                                          |
| 14:00 | 14:00            | Blomqvist 8′         | (1–0) Rapport | 79′ Björk Gunnarsdóttir 109′ Marta | Göteborg Domare: Sara Persson (Rävlanda) | Göteborg Domare: Sara Persson (Rävlanda) |
| 14:00 | 14:00            |                      |               |                                    | Göteborg Domare: Sara Persson (Rävlanda) | Göteborg Domare: Sara Persson (Rävlanda) |
| 14:00 | 14:00            |                      |               |                                    | Göteborg Domare: Sara Persson (Rävlanda) | Göteborg Domare: Sara Persson (Rävlanda) |

| 87    | 14 mars 2015 | Djurgårdens IF                        | 3 – 2         | Hammarby IF                 | Stadshagens IP                                            |                                                           |
| 12:00 | 12:00        | Stegius 39′ Jalkerud 48′ Rosqvist 79′ | (1–1) Rapport | 33′ Schmidt 45′ A. Lindberg | Stockholm Publik: 277 Domare: Malin Johansson (Stockholm) | Stockholm Publik: 277 Domare: Malin Johansson (Stockholm) |
| 12:00 | 12:00        |                                       |               |                             | Stockholm Publik: 277 Domare: Malin Johansson (Stockholm) | Stockholm Publik: 277 Domare: Malin Johansson (Stockholm) |
| 12:00 | 12:00        |                                       |               |                             | Stockholm Publik: 277 Domare: Malin Johansson (Stockholm) | Stockholm Publik: 277 Domare: Malin Johansson (Stockholm) |

| 88    | 15 mars 2015 | Hovås Billdal                                                          | 0 – 0 (e.fl.)              | Kristianstads DFF                                                   | Valhalla IP                                 |                                             |
| 18:00 | 18:00        |                                                                        | (0–0) Rapport              |                                                                     | Göteborg Domare: Jennifer Laurin (Enköping) | Göteborg Domare: Jennifer Laurin (Enköping) |
| 18:00 | 18:00        |                                                                        |                            |                                                                     | Göteborg Domare: Jennifer Laurin (Enköping) | Göteborg Domare: Jennifer Laurin (Enköping) |
| 18:00 | 18:00        | Ronström Nordenberg ? Göthberg Fors An. Johansson Juhlin Decker Andrup | Straffsparksläggning 8 – 7 | Rasmussen M. Carlsson Edgren ? Moberg Norrhamn Vidarsdottir Lorca ? | Göteborg Domare: Jennifer Laurin (Enköping) | Göteborg Domare: Jennifer Laurin (Enköping) |

| 89    | 28 mars 2015 | Kvarnsvedens IK | 0 – 2         | KIF Örebro       | Ljungbergsplanen                                            |                                                             |
| 14:00 | 14:00        |                 | (0–0) Rapport | 66′, 86′ Talonen | Borlänge Publik: 133 Domare: Alicia Westman (Hisings Backa) | Borlänge Publik: 133 Domare: Alicia Westman (Hisings Backa) |
| 14:00 | 14:00        |                 |               |                  | Borlänge Publik: 133 Domare: Alicia Westman (Hisings Backa) | Borlänge Publik: 133 Domare: Alicia Westman (Hisings Backa) |
| 14:00 | 14:00        |                 |               |                  | Borlänge Publik: 133 Domare: Alicia Westman (Hisings Backa) | Borlänge Publik: 133 Domare: Alicia Westman (Hisings Backa) |

| 90    | 29 mars 2015 | Umeå IK       | 1 – 0 (e.fl.) | AIK | T3 Arena                                            |                                                     |
| 15:00 | 15:00        | Hjohlman 104′ | (0–0) Rapport |     | Umeå Publik: 161 Domare: Martin Palm (Örnsköldsvik) | Umeå Publik: 161 Domare: Martin Palm (Örnsköldsvik) |
| 15:00 | 15:00        |               |               |     | Umeå Publik: 161 Domare: Martin Palm (Örnsköldsvik) | Umeå Publik: 161 Domare: Martin Palm (Örnsköldsvik) |
| 15:00 | 15:00        |               |               |     | Umeå Publik: 161 Domare: Martin Palm (Örnsköldsvik) | Umeå Publik: 161 Domare: Martin Palm (Örnsköldsvik) |

| 91    | 29 mars 2015 | Eskilstuna United                               | 1 – 1 (e.fl.)              | Piteå IF                               | Tunavallen                                        |                                                   |
| 16:00 | 16:00        | So. Persson 36′                                 | (1–1) Rapport              | 10′ Johansson                          | Eskilstuna Domare: Pernilla Larsson (Trollhättan) | Eskilstuna Domare: Pernilla Larsson (Trollhättan) |
| 16:00 | 16:00        |                                                 |                            |                                        | Eskilstuna Domare: Pernilla Larsson (Trollhättan) | Eskilstuna Domare: Pernilla Larsson (Trollhättan) |
| 16:00 | 16:00        | Thunebro Schough Pe. Larsson An. Svensson Quinn | Straffsparksläggning 2 – 3 | Pettersson Appelqvist Hammarlund Ikidi | Eskilstuna Domare: Pernilla Larsson (Trollhättan) | Eskilstuna Domare: Pernilla Larsson (Trollhättan) |

| 92    | 31 mars 2015 | Mariebo IK | 0 – 3         | Jitex BK                         | Skandiamäklarna IP                                         |                                                            |
| 19:00 | 19:00        |            | (0–0) Rapport | 58′, 81′ Contreras 72′ Östervall | Jönköping Publik: 255 Domare: Jovan Krsmanovic (Jönköping) | Jönköping Publik: 255 Domare: Jovan Krsmanovic (Jönköping) |
| 19:00 | 19:00        |            |               |                                  | Jönköping Publik: 255 Domare: Jovan Krsmanovic (Jönköping) | Jönköping Publik: 255 Domare: Jovan Krsmanovic (Jönköping) |
| 19:00 | 19:00        |            |               |                                  | Jönköping Publik: 255 Domare: Jovan Krsmanovic (Jönköping) | Jönköping Publik: 255 Domare: Jovan Krsmanovic (Jönköping) |

| 93    | 31 mars 2015 | Linköpings FC                                         | 5 – 0         | Vittsjö GIK | Linköping Arena                                             |                                                             |
| 19:00 | 19:00        | Diatel 20′ Mosegaard Harder 45′, 46′, 62′, 71′ (str.) | (2–0) Rapport |             | Linköping Publik: 89 Domare: Pernilla Larsson (Trollhättan) | Linköping Publik: 89 Domare: Pernilla Larsson (Trollhättan) |
| 19:00 | 19:00        |                                                       |               |             | Linköping Publik: 89 Domare: Pernilla Larsson (Trollhättan) | Linköping Publik: 89 Domare: Pernilla Larsson (Trollhättan) |
| 19:00 | 19:00        |                                                       |               |             | Linköping Publik: 89 Domare: Pernilla Larsson (Trollhättan) | Linköping Publik: 89 Domare: Pernilla Larsson (Trollhättan) |

### Kvartsfinaler
| 94    | 21 april 2015 | Djurgårdens IF | 0 – 4         | FC Rosengård                           | Stockholms stadion                                      |                                                         |
| 18:30 | 18:30         |                | (0–3) Rapport | 3′ Kirsten 21′, 50′ Sjögran 24′ (sjm.) | Stockholm Publik: 752 Domare: Camilla Eriksson (Hallen) | Stockholm Publik: 752 Domare: Camilla Eriksson (Hallen) |
| 18:30 | 18:30         |                |               |                                        | Stockholm Publik: 752 Domare: Camilla Eriksson (Hallen) | Stockholm Publik: 752 Domare: Camilla Eriksson (Hallen) |
| 18:30 | 18:30         |                |               |                                        | Stockholm Publik: 752 Domare: Camilla Eriksson (Hallen) | Stockholm Publik: 752 Domare: Camilla Eriksson (Hallen) |

| 95    | 22 april 2015 | KIF Örebro                                            | 5 – 1         | Piteå IF         | Behrn Arena                              |                                          |
| 19:00 | 19:00         | Spetsmark 11′ Michael 12′ Hallin 20′ Talonen 30′, 33′ | (5–0) Rapport | 90+4′ Hammarlund | Örebro Domare: Annika Andric (Stockholm) | Örebro Domare: Annika Andric (Stockholm) |
| 19:00 | 19:00         |                                                       |               |                  | Örebro Domare: Annika Andric (Stockholm) | Örebro Domare: Annika Andric (Stockholm) |
| 19:00 | 19:00         |                                                       |               |                  | Örebro Domare: Annika Andric (Stockholm) | Örebro Domare: Annika Andric (Stockholm) |

| 96    | 22 april 2015 | Hovås Billdal | 0 – 2         | Linköpings FC                  | Valhalla IP                                                |                                                            |
| 19:00 | 19:00         |               | (0–0) Rapport | 61′ Rolfö 77′ Mosegaard Harder | Göteborg Publik: 65 Domare: Alicia Westman (Hisings Backa) | Göteborg Publik: 65 Domare: Alicia Westman (Hisings Backa) |
| 19:00 | 19:00         |               |               |                                | Göteborg Publik: 65 Domare: Alicia Westman (Hisings Backa) | Göteborg Publik: 65 Domare: Alicia Westman (Hisings Backa) |
| 19:00 | 19:00         |               |               |                                | Göteborg Publik: 65 Domare: Alicia Westman (Hisings Backa) | Göteborg Publik: 65 Domare: Alicia Westman (Hisings Backa) |

| 97    | 12 maj 2015 | Jitex BK | 0 – 2         | Umeå IK                  | Åbyvallen                                            |                                                      |
| 19:00 | 19:00       |          | (0–2) Rapport | 1′ Hyyrynen 37′ Chikwelu | Mölndaln Publik: 135 Domare: Sara Persson (Rävlanda) | Mölndaln Publik: 135 Domare: Sara Persson (Rävlanda) |
| 19:00 | 19:00       |          |               |                          | Mölndaln Publik: 135 Domare: Sara Persson (Rävlanda) | Mölndaln Publik: 135 Domare: Sara Persson (Rävlanda) |
| 19:00 | 19:00       |          |               |                          | Mölndaln Publik: 135 Domare: Sara Persson (Rävlanda) | Mölndaln Publik: 135 Domare: Sara Persson (Rävlanda) |

### Semifinaler
| 98    | 12 juli 2015 | FC Rosengård                                          | 4 – 1         | Umeå IK   | Malmö IP                              |                                       |
| 13:00 | 13:00        | Sjögran 37′ (str.) Marta 57′ Ilestedt 72′ Kirsten 77′ | (1–1) Rapport | 10′ Glans | Malmö Domare: Sara Persson (Rävlanda) | Malmö Domare: Sara Persson (Rävlanda) |
| 13:00 | 13:00        |                                                       |               |           | Malmö Domare: Sara Persson (Rävlanda) | Malmö Domare: Sara Persson (Rävlanda) |
| 13:00 | 13:00        |                                                       |               |           | Malmö Domare: Sara Persson (Rävlanda) | Malmö Domare: Sara Persson (Rävlanda) |

| 99    | 12 juli 2015 | Linköpings FC                              | 3 – 0         | KIF Örebro | Linköping Arena                                  |                                                  |
| 15:30 | 15:30        | Mosegaard Harder 26′ (str.), 71′ Minde 39′ | (2–0) Rapport |            | Linköping Domare: Pernilla Larsson (Trollhättan) | Linköping Domare: Pernilla Larsson (Trollhättan) |
| 15:30 | 15:30        |                                            |               |            | Linköping Domare: Pernilla Larsson (Trollhättan) | Linköping Domare: Pernilla Larsson (Trollhättan) |
| 15:30 | 15:30        |                                            |               |            | Linköping Domare: Pernilla Larsson (Trollhättan) | Linköping Domare: Pernilla Larsson (Trollhättan) |

### Final
| 100   | 9 augusti 2015 | Linköpings FC               | 2–0           | FC Rosengård | Linköping Arena                                        |                                                        |
| 15:00 | 15:00          | Blackstenius 43′ Diatel 87′ | (1–0) Rapport |              | Linköping Publik: 5 600 Domare: Tess Petersson (Malmö) | Linköping Publik: 5 600 Domare: Tess Petersson (Malmö) |
| 15:00 | 15:00          |                             |               |              | Linköping Publik: 5 600 Domare: Tess Petersson (Malmö) | Linköping Publik: 5 600 Domare: Tess Petersson (Malmö) |
| 15:00 | 15:00          |                             |               |              | Linköping Publik: 5 600 Domare: Tess Petersson (Malmö) | Linköping Publik: 5 600 Domare: Tess Petersson (Malmö) |